# Graptoguina brassi
Graptoguina brassi är en insektsart som beskrevs av Young 1986. Graptoguina brassi ingår i släktet Graptoguina och familjen dvärgstritar. Inga underarter finns listade i Catalogue of Life.